# Мерга (посёлок)
Мерга — посёлок в Мышкинском районе Ярославской области. Входит в состав Приволжского сельского поселения.

## География
Расположен на правом берегу реки Катки, у места впадения её правого притока именем Нерга.

## История
Поселение относится к области расселения архаичной субэтнической группы русских — кацкарей — до сих пор составляющих значительную часть населения бывшего Кацкого стана (волости Кадки).
В 1968 году указом президиума ВС РСФСР поселку при Рождественском льнозаводе присвоено название Мерга.
Согласно публикации местного краеведческого издания, название «Мерга» получилось из-за, предположительно, ошибочного искажения слова «Нерга». Рождественский льнозавод находится от села Рождествена в 1 км ниже по течению Нерги, и образовавшемуся при льнозаводе отдельному посёлку изначально собирались присвоить название этой реки.

## Население
| 2007 | 2010 |
| ---- | ---- |
| 75   | ↘51  |